# Supercoppa islandese 2019 (pallavolo femminile)
La Supercoppa islandese 2019, 2ª edizione della Supercoppa nazionale femminile di pallavolo, si è svolta il 15 settembre 2019: al torneo hanno partecipato due squadre di club islandesi e la vittoria finale è andata per la prima volta al KA Akureyri.

## Regolamento
La formula ha previsto una gara unica.

## Squadre partecipanti
| Squadra      | Qualificazione                                                                    |
| ------------ | --------------------------------------------------------------------------------- |
| HK Kópavogur | Finalista Coppa d'Islanda 2017-18/Finalista play-off scudetto Úrvalsdeild 2018-19 |
| KA Akureyri  | Vincitrice Coppa d'Islanda 2018-19/Úrvalsdeild 2018-19                            |

## Torneo
| 15 settembre 2019 Hvammstangi, Húnaþing vestra Durata: 2h:03 - Spettatori: ? | KA Akureyri | 3 - 2 | HK Kópavogur | 25-16, 22-25, 25-19, 22-25, 15-10 |